# 中国驻安哥拉大使列表
本列表为中華人民共和國驻安哥拉历任大使名录（附中華民國駐安哥拉歷任代表）。

## 历任中国驻安哥拉大使

### 中华人民共和国驻安哥拉大使（1983年至今）
1983年1月12日，中华人民共和国与安哥拉共和国建交，8月设立中国驻安哥拉大使馆，并派遣驻安哥拉大使。
| 姓名   | 任命           | 任命           | 到任          | 递交国书       | 免职           | 免职           | 离任      | 外交衔级 | 外交职务     | 备注     |
| 姓名   | 全国人大常委会 | 主席           | 到任          | 递交国书       | 全国人大常委会 | 主席           | 离任      | 外交衔级 | 外交职务     | 备注     |
| ------ | -------------- | -------------- | ------------- | -------------- | -------------- | -------------- | --------- | -------- | ------------ | -------- |
| 张宝生 | 不適用         | 不適用         | 1983年8月11日 | 1983年8月16日  | 不適用         | 不適用         | 1984年9月 | 参赞     | 临时代办     | 筹备开馆 |
| 申志伟 | 1983年9月2日   | 不適用         | 未到任        | 不適用         | 1984年7月7日   | 不適用         | 不適用    | 大使     | 特命全权大使 |          |
| 赵振魁 | 1984年7月7日   | 1984年12月14日 | 1984年9月     | 1984年9月29日  | 1988年1月21日  | 1988年5月27日  | 1988年5月 | 大使     | 特命全权大使 |          |
| 胡立鹏 | 1988年1月21日  | 1988年5月27日  | 1988年5月     | 1988年9月8日   | 1992年2月25日  | 1992年6月11日  | 1992年4月 | 大使     | 特命全权大使 |          |
| 张宝生 | 1992年2月25日  | 1992年6月11日  | 1992年6月     | 1992年6月26日  | 1994年12月29日 | 1995年3月7日   | 1994年7月 | 大使     | 特命全权大使 |          |
| 肖思晋 | 1994年12月29日 | 1995年3月7日   | 1995年3月16日 | 1995年7月7日   | 1998年11月4日  | 1999年3月12日  | 1999年2月 | 大使     | 特命全权大使 |          |
| 蒋元德 | 1998年11月4日  | 1999年3月12日  | 1999年2月     |                | 2002年6月29日  | 2002年10月11日 | 2002年8月 | 大使     | 特命全权大使 |          |
| 张备三 | 2002年6月29日  | 2002年10月11日 | 2002年9月     | 2002年10月28日 | 2007年6月29日  | 2008年5月6日   | 2008年5月 | 大使     | 特命全权大使 |          |
| 张伯伦 | 2007年6月29日  | 2008年5月6日   | 2008年5月     | 2008年7月3日   | 2011年4月22日  | 2011年7月14日  | 2011年6月 | 大使     | 特命全权大使 |          |
| 高克祥 | 2011年4月22日  | 2011年7月14日  | 2011年8月2日  | 2011年8月3日   | 2015年4月24日  | 2015年9月30日  | 2015年8月 | 大使     | 特命全权大使 |          |
| 崔爱民 | 2015年4月24日  | 2015年9月30日  | 2015年9月10日 | 2015年9月21日  | 2018年10月26日 | 2019年4月4日   | 2019年2月 | 大使     | 特命全权大使 |          |
| 龚韬   | 2018年10月26日 | 2019年4月4日   | 2019年3月     | 2019年4月17日  |                | 2024年4月2日   | 2023年8月 | 大使     | 特命全权大使 |          |
| 张斌   |                | 2024年4月2日   | 2024年2月23日 | 2024年2月29日  | 现任           |                |           | 大使     | 特命全权大使 |          |

### 附：中華民國駐安哥拉代表（1992年－2000年）
1992年6月4日，設立中華民國駐安哥拉特別代表團。2000年9月1日關閉。
| 姓名   | 任命          | 到任         | 免职          | 离任          | 外交衔级 | 外交职务 | 备注   | 备注 |
| ------ | ------------- | ------------ | ------------- | ------------- | -------- | -------- | ------ | ---- |
| 李辰雄 | 1992年7月11日 | 1992年9月7日 | 1997年4月28日 | 1997年5月12日 | 代表     | 代表     | [ 30 ] |      |
| 酆邰   |               | 1998年       |               |               | 代表     | 代表     | [ 32 ] |      |
| 徐勉生 |               | 1999年       |               |               | 代表     | 代表     | [ 33 ] |      |